# Sticherus squamulosus
Sticherus squamulosus är en ormbunkeart som först beskrevs av Nicaise Augustin Desvaux, och fick sitt nu gällande namn av Takenoshin Nakai. Sticherus squamulosus ingår i släktet Sticherus och familjen Gleicheniaceae. Utöver nominatformen finns också underarten S. s. gunckelianus.